# Ultraibolya katasztrófa
Az ultraibolya katasztrófa (vagy Rayleigh–Jeans katasztrófa) a 20. század eleji klasszikus fizika egyik jóslata volt, mely szerint az ideális feketetest termikus egyensúlyban végtelen mennyiségű sugárzást bocsát ki.
Lord Rayleigh és Sir James Jeans 1900-ban egy olyan problémát vetett fel, amelyre egy ideig nem sikerült választ adni.
Az „ultraibolya katasztrófa” kifejezést először Paul Ehrenfest használta 1911-ben, miközben a koncepció visszanyúlik 1900-ra, a Rayleigh–Jeans-törvény értelmezéséhez.
Az ‘ultraibolya’ arra utal, hogy a probléma az elektromágneses spektrum rövid hullámhosszain jelentkezik. Később az „ultraibolya katasztrófa” kifejezést felhasználták a kvantum-elektrodinamikában és az ultraibolya divergencia elméleteknél is.

## A probléma
Az “ultraibolya katasztrófa” problémája a klasszikus statisztikus mechanika ekvipartíció-tételéből ered, mely azt állítja, hogy egy egyensúlyban lévő rendszerben minden harmonikus oszcillátor szabadság foknál az átlagos energia {\displaystyle kT/2}.
Egy természetes rezgő rendszernél, mint például egy  húr, mely egy adott frekvencián rezeg, a frekvencia a húr hosszúságától függ. A klasszikus fizikában egy sugárzó energiája hasonló egy természetes rezgő rendszerhez. Mivel minden rezgésnél hasonló az energia, de a rezgő rendszer  energiájának többsége kisebb és nagyobb hullámhosszokon található. 

A klasszikus elektromágneses elmélet szerint egy 3 dimenziós üreg elektromágneses módusainak száma arányos a frekvencia négyzetével. Ebből viszont következik, hogy az egységnyi frekvenciára jutó sugárzott teljesítmény a Rayleigh–Jeans törvényt követi és arányos a frekvencia négyzetével.
Ily módon  egy adott frekvencián mind a teljesítmény, mind a teljes sugárzott teljesítmény korlátlanul nőne, ha a frekvencia nő.
Ez nyilván nem valósul meg, mint az megfigyelhető egy üreg sugárzott energiájánál is.
Más szóval, a klasszikus energia az ekvipartíció-tétel szerint egyenletesen oszlik el egy rendszer szabadságfokai között. Ennek az lenne a következménye, hogy mivel a mezőknek végtelen szabadsági foka van, minden energiát elszívnak a részecskéktől. Ha ez így lenne, akkor egy elektromágneses sugárzást kibocsátó test esetében a mezők energiája fokozatosan, megállás nélkül növekedne, egyenes arányosságban a sugárzás frekvenciájának növekedésével. Ez egyértelműen lehetetlen, és ebben az esetben, ha ez megtörténne, egy úgynevezett ultraibolya katasztrófa következne be: az atommag körül száguldó elektronok, összes energiájukat elvesztve belezuhannának a magba.

## Megoldás
Közvetve Max Planck oldotta meg a problémát azzal, hogy felvetette: az elektromágneses energia sugárzása  nem a klasszikus leírás szerint működik, hanem az energiát diszkrét csomagokban (kvantumokban) sugározzák a testek a frekvenciával arányosan.
Erről szól a  Planck-törvény: az energia nem folytonos, hanem csak adott (nagyon kicsi) adagokban adható át.
A növekvő frekvenciákon csökkenő számú energiaállapot áll elő. A sugárzott energia végtelen frekvencián a zérussal egyenlő és a teljes energia véges. Az idealizált rendszer (feketetest) sugárzott teljesítménye most már megfelel a tapasztalatoknak és a kísérleteknek, és ez a feketetest-sugárzást is megmagyarázza. Az energia a sugárzás frekvenciája és a Planck-állandó szorzata.  Később az energiacsomagokat elnevezték fotonnak.

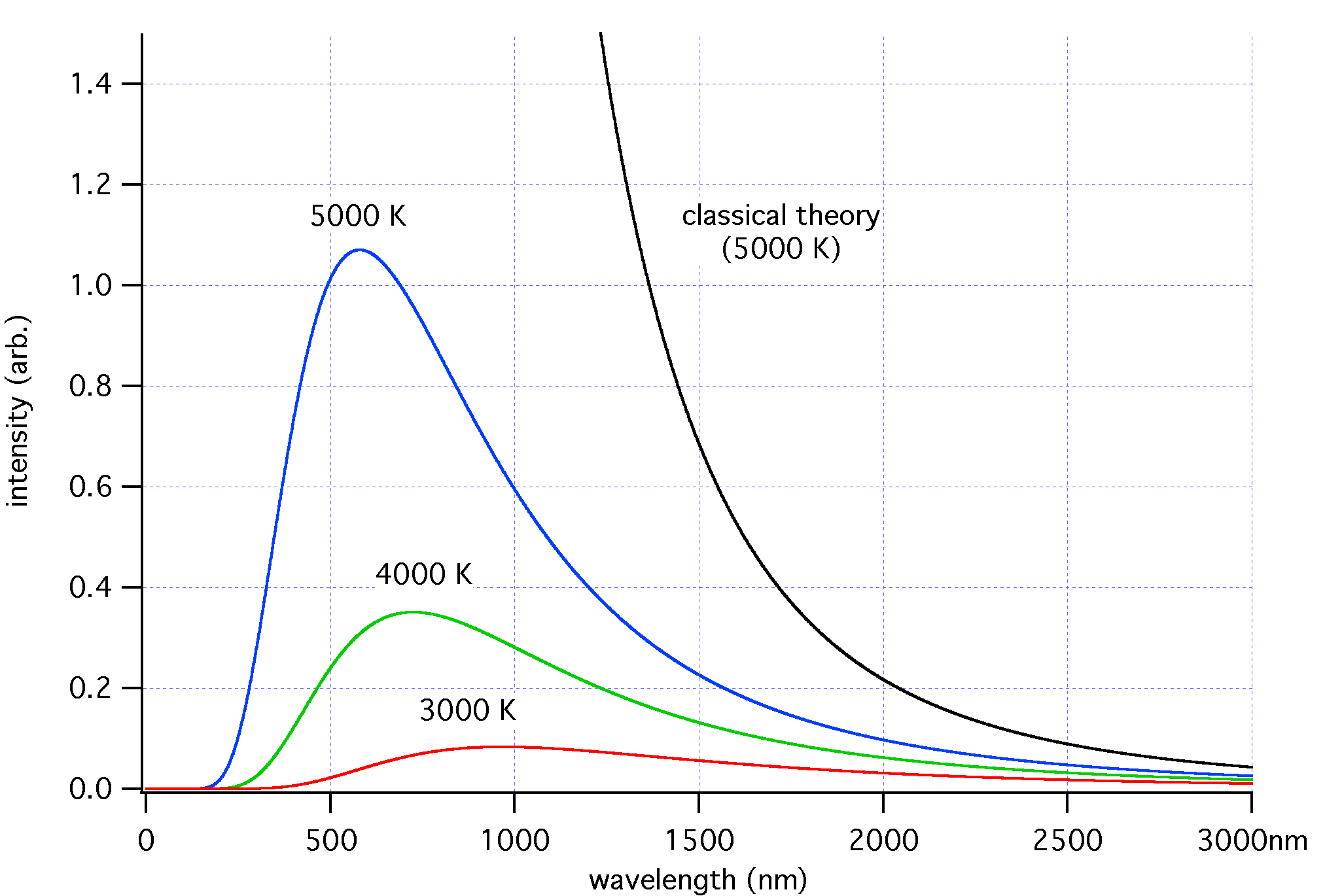
Feketetest sugárzása

(Az ábrán látható a Rayleigh–Jeans törvény hibájából eredő ‘ultraibolya katasztrófa’ problémája. A sugárzott energia kis hullámhosszakon jól láthatóan a végtelen felé tart: a hibás görbe a fekete színű, szemben a kék színű görbével, mely a Planck-törvény által korrigált megoldás).

## Történeti pontatlanságok
Számos fizikai leírás és tankönyv téves megállapításokat közöl az ultraibolya katasztrófával kapcsolatban. Az egyik ilyen téveszme, hogy maga Planck  figyelmeztetett az ultraibolya katasztrófa lehetetlenségére. A valóságban Planck sosem foglalkozott ezzel a problémával, és nem hitte korábban sem, hogy az ekvipartíció-tétel alapvető lenne. Planck felfedezése - mely egyébként a kvantummechanika kezdetét jelentette - véletlenül adta a megoldást a problémára később.